# سيرجيو كونسيساو
سيرجيو باولو مارسينيرو دا كونسيساو (بالبرتغالية: Sérgio Conceição)، من مواليد 15 نوفمبر 1974 في قلمرية في البرتغال، لاعب كرة قدم برتغالي سابق.
و لديه استاد محلي في مدينة قلمرية باسم ملعب سيرجيو كونسيساو.

## مسيرته الكروية
بدأ مسيرته الكروية مع ناشئي نادي أكاديميكا كومبيرا، وبعدها انتقل إلى نادي ليكا، وفي موسم 1995/1996 انتقل إلى نادي فلغويراس، ولعب معهم 30 مباراة وسجل 4 أهداف، وفي عام 1996 انتقل إلى نادي بورتو، ولعب معهم حتى عام 1998، وقد قدم مستوى رائع على مدار السنتين، وكان له سجل للأهداف جيد جدا، وقد فاز معهم في الدوري البرتغالي وكأس البرتغال مرتين، وقد لعب معهم 56 مباراة وسجل 9 أهداف.
و في عام 1998 انتقل إلى نادي لاتسيو الإيطالي بمبلغ وقدره 11,2 مليون يورو، وقد ساعدهم على النجاح في كأس الاتحاد الأوروبي، وسجل في أول مواسمه في الدوري الإيطالي 5 أهداف من 33 مباراة، ولعب مع نادي لاتسيو حتى عام 2000، وشارك معهم في 63 مباراة وسجل 7 أهداف، وفي موسم 2000/2001 انتقل إلى نادي بارما الإيطالي، وبعدها تم تبادل في اللاعبين بين نادي بارما ونادي إنتر ميلان حيث ذهب سباستيان فري إلى نادي بارما وكونسيساو إلى إنتر ميلان، وكان قد لعب مع نادي بارما 25 مباراة وسجل 5 أهداف.
و لعب مع إنتر ميلان منذ عام 2001 وحتى عام 2003، وشارك معهم في 41 مباراة وسجل هدف واحد، وبعدها إنضم مرة أخرى إلى نادي لاتسيو الإيطالي في موسم 2003/2004، ولعب معهم 7 مباريات، وفي عام 2004 انتقل إلى نادي ستاندارد لياج البلجيكي، ولعب معهم حتى عام 2007، وقد أحرز معهم لقب أفضل لاعب في الدوري البلجيكي في عام 2005، وفي مارس 2006 تعرض للإيقاف بعد بصقه على لاعب وإهانته لحكم، وقد لعب معهم 73 مباراة وسجل 21 هدف.

### مع القادسية
و في يونيو 2007 إنضم إلى نادي القادسية الكويتي بمبلغ وقدره مليون ونصف يورو، وقد لعب مع نادي القادسية الكويتي 7 مباريات، وفي يوم 5 ديسمبر 2007، أعلن نادي القادسية الكويتي بأنه فسخ عقده مع اللاعب وذلك بسبب ظروف اللاعب ، ويقال بأن اللاعب يعاني من إصابة مزمنة في الأربطة 

## مسيرته الدولية
لم يكن يعرف كونسيساو بقدرته التهديفية، ولكن بعد كأس الأمم الأوروبية لكرة القدم 2000، أصبح أحد أبرز العلامات في هذا المجال، وقد تأهل منتخب البرتغال لكرة القدم إلى الدور النصف نهائي بفضل جهوده، حيث سجل ثلاثية في مرمى منتخب ألمانيا لكرة القدم ليساعد منتخب بلاده على الفوز ب3-0، وفي تصفيات كأس العالم لكرة القدم 2002 سجل كونسيساو 4 أهداف ليساعدهم على الحصول على المركز الأول في مجموعتهم.
و قد لعب مع منتخب البرتغال لكرة القدم منذ عام 1996 وحتى عام 2003، وشارك معهم في 56 مباراة وسجل 12 هدف.

## روابط خارجية
- سيرجيو كونسيساو على موقع الاتحاد الدولي (مؤرشف)  (الإنجليزية)
- سيرجيو كونسيساو على موقع قاعدة بيانات كرة القدم.إي يو (الإنجليزية)
- سيرجيو كونسيساو على موقع بيانات كرة القدم. دي إي (الألمانية)
- سيرجيو كونسيساو على موقع ليكيب (الفرنسية)
- سيرجيو كونسيساو على موقع ناشيونال فوتبول تيمز (الإنجليزية)
- سيرجيو كونسيساو على موقع عالم كرة القدم.نت (الإنجليزية)
- سيرجيو كونسيساو على موقع كووورة
- سيرجيو كونسيساو على موقع أوليمبيديا (الإنجليزية)